# Acosmeryx yunnanfuana
Dahira yunnanfuana là một loài bướm đêm thuộc họ Sphingidae. Nó được miêu tả bởi Clark năm 1925. Loài này được phát hiện phân bố dọc theo sườn phía đông nam của Himalaya, từ Nepal qua bắc Myanma đến trung tâm Vân Nam và Tứ Xuyên ở Trung Quốc.